# Stadio Fortín de Ludueña
Lo stadio Fortín de Ludueña (in spagnolo: Estadio Fortín de Ludueña) è un impianto sportivo della città argentina di Rosario. È situato nel barrio di Ludueña ed è sede delle partite interne del Tiro Federal.

## Storia
A causa delle sue ridotte dimensioni durante la stagione 2004-05, che il Tiro Federal disputò in Primera División, la massima divisione del calcio argentino, le partite interne delle Tigres furono disputate presso lo stadio Marcelo Bielsa del Newell's Old Boys e, in occasione degli incontri di cartello, presso il Gigante de Arroyito del Rosario Central.